# Georg-Büchner-Platz
Der Georg-Büchner-Platz (auch Georg-Büchner-Anlage) ist ein öffentlicher Platz in Darmstadt. Er wurde nach dem Schriftsteller Georg Büchner benannt.

## Lage
Der Georg-Büchner-Platz befindet sich dem Staatstheater vorgelagert, zwischen Sandstraße und Hügelstraße. An die Ostseite grenzt der Wilhelminenplatz mit der St.-Ludwig-Kirche. An der Südseite befindet sich das Moller-Haus.

## Geschichte

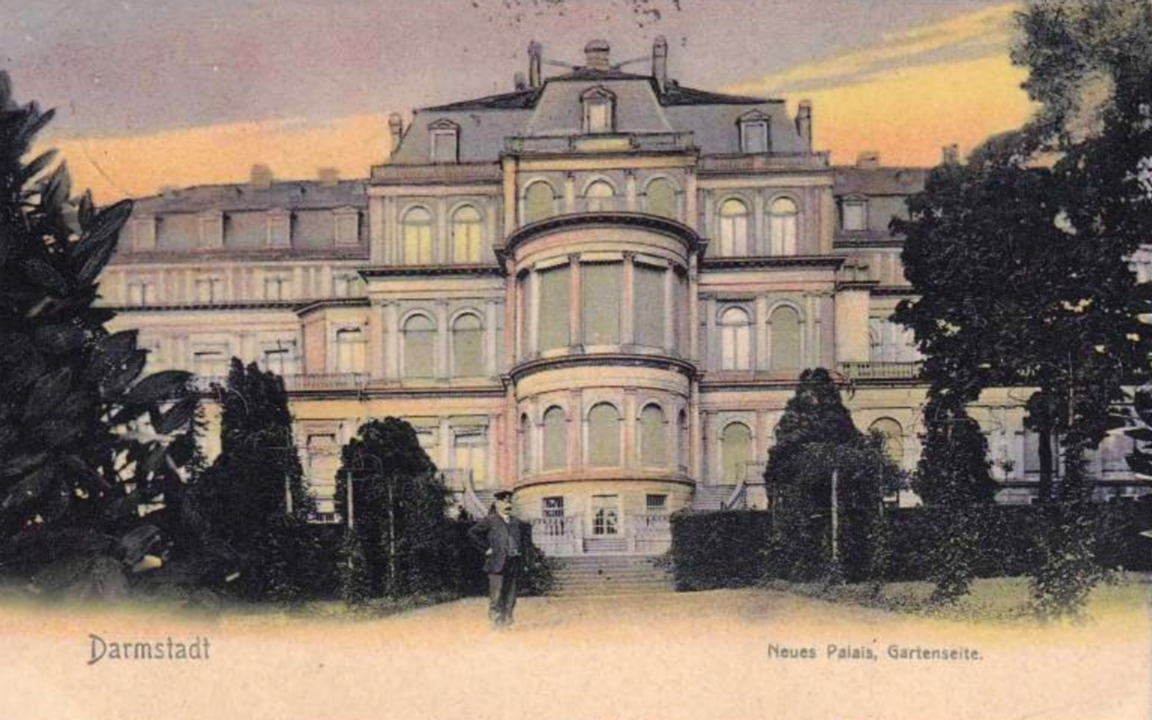
Neues Palais, 1944 schwer beschädigt, 1955 abgerissen

Auf dem Platz wurde erstmals 1804 auf Wunsch von Erbgroßherzog Ludwig (Ludwig II.) ein Garten angelegt, der zu dieser Zeit noch das gesamte Areal zwischen Marien- und Wilhelminenplatz beanspruchte. 1849 bis 1863 fand hier der Botanische Garten seinen Platz. In den Jahren 1864/65 entstand auf dem Gelände das Neue Palais (auch Prinz-Ludwig-Palais) im Stil der Neorenaissance. Nach der Zerstörung des Palais im Zweiten Weltkrieg verwilderte der Garten, wurde zwischenzeitlich in mehrere Kleingartenparzellen unterteilt, in dem die Bevölkerung Obst und Gemüse anpflanzte. 1954 begann man mit der Enttrümmerung des Geländes. Man legte einen Garten an, der englischen und französischen Stil verbinden, aber auch den Charakter des Botanischen Gartens erhalten sollte. Mit dem Bau des Staatstheaters und dessen Tiefgarage wurde die Grünanlage 1972 mit Pflanzenkübeln, Rabatten, Rasenflächen, Tiefgaragen-Notausgängen und durch die Aufstellung des „Grande Disco“, einer Freiplastik aus getriebener Bronze von Arnaldo Pomodoro von 1974, neu gestaltet. Im Jahr 1998 beschloss die Stadt eine Sanierung der Anlage. Im Zuge der Sanierung des Staatstheaters im Jahre 2009/10 gestaltete der Architekt Arno Lederer den Georg-Büchner-Platz grundlegend neu. Am 27. August 2010 wurde der Platz offiziell eröffnet.

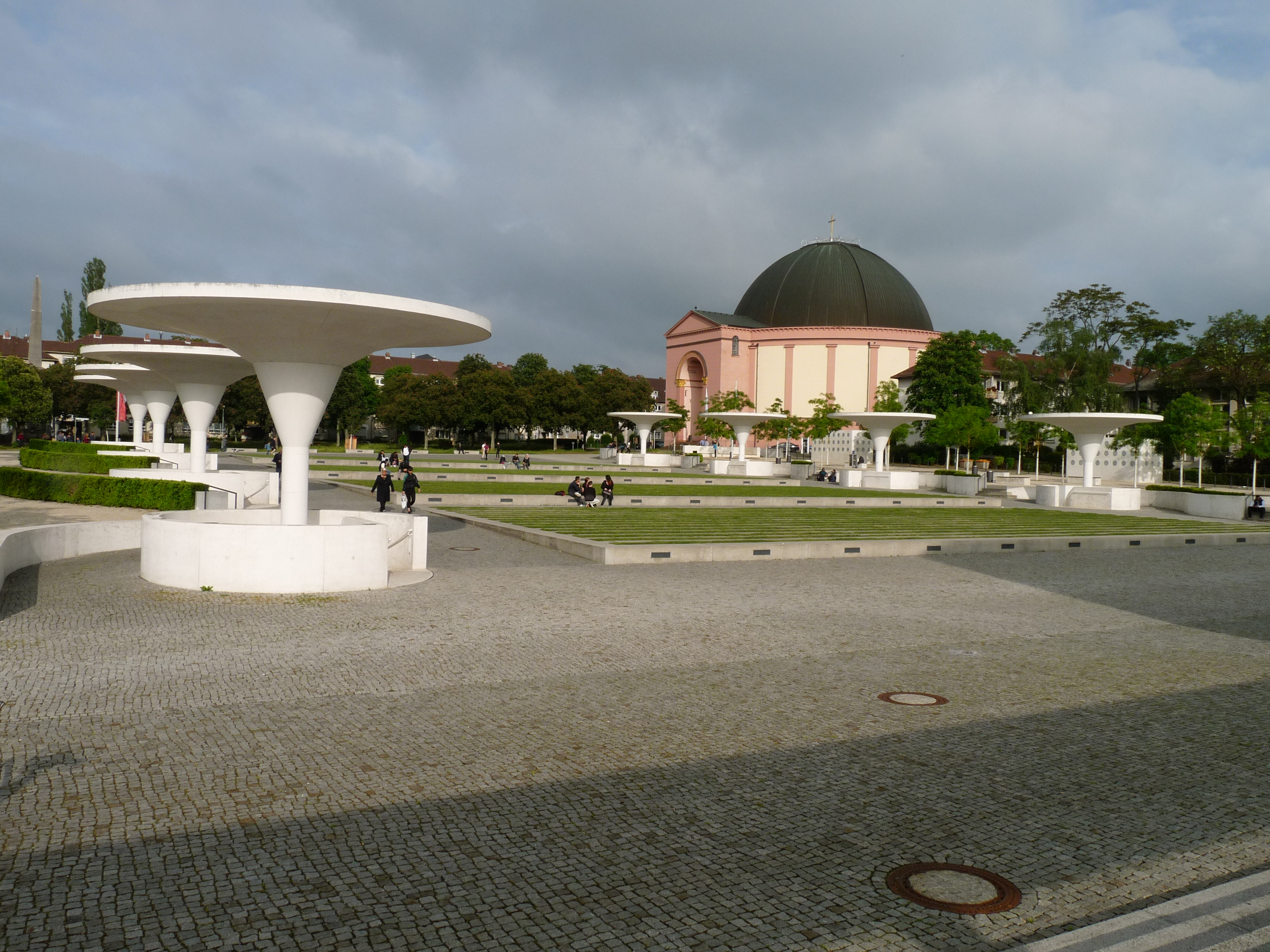
Georg-Büchner-Platz in Darmstadt mit Kirche St. Ludwig im Hintergrund

## Ausgestaltung
Unterteilt ist die Anlage in drei Bereiche. Die große, mittlere Zone dient dem Theater als Vorplatz mit einer breiten Stufenanlage aus Beton- und Rasenstreifen. In Richtung Wilhelminenplatz schließt sich an die Terrassen ein offener Bereich an mit einer Wasserfläche und den darauf installierten Fontänen. Auf der Wasserfläche befindet sich auch das Denkmal für Georg Büchner, der Grande Disco von dem italienischen Bildhauer Arnaldo Pomodoro. In den leicht erhöhten Bereichen im Norden und Süden stehen insgesamt neun Pilze aus Weißbeton, die als Zugang zur Tiefgarage dienen, Baumreihen, Sitzbänke und Spielgeräte.

## Veranstaltungen
Es finden jährlich Open-Air-Konzerte des Staatsorchester Darmstadt zur Spielzeiteröffnung des Staatstheaters und zum Heinerfest statt. Der BIS (Bilalzentrum, Imanzentrum und islamischer Studentenverein) veranstaltet seit 2015 das gemeinsame Fastenbrechen auf dem Georg-Büchner-Platz. Am 15. Juni 2012 fand das Le Diner en Blanc auf dem Georg Büchner Platz mit ca. 1.500–2.000 Teilnehmern statt.